# Laurinska kiselina
Laurinska kiselina (dodekanoinska kiselina) je zasićena masna kiselina sa 12-ugljenika dugim lancom. Ona je beo prah sa slabim mirisom na Pimenta racemosa ili sapun.

## Zastupljenost
Laurinska kiselina je glavna kiselina u kokosovom ulju i u ulju palmine koštice (koje ne treba mešati sa palminim uljem), i smatra se da ima antimikrobna svojstva.
Ona je takođe prisutna u ljudskom mleku (6.2% totalne masnoće), kravljem mleku (2.9%), i kozjem mleku (3.1%).

## Literatura
- Berner, Louise A. (1993). Defining the Role of Milkfat in Balanced Diets. In John E. Kinsella (Ed.) Advances in Food and Nutrition Research – Volume 37. Academic Press. pp. 159–166.  978-0-12-016437-0.
- Kabara, Jon J. (1978). The Pharmacological Effect of Lipids.. Champaign IL: American Oil Chemist's Society.  9991817697.
- Kabara, Jon J. (2008). Fats Are Good for You and Other Secrets – How Saturated Fat and Cholesterol Actually Benefit the Body. ISBN 1-55643-690-4.. North Atlantic Books..